# Peter Kendrew
Peter Kendrew   (York, 25 d'abril de 1940) és un nedador anglès, ja retirat, especialista en estil lliure, que va competir durant les dècades de 1950 i 1960.
En el seu palmarès destaca una medalla de plata en el 4×100 metres lliures del Campionat d'Europa de natació de 1962 i una medalla de plata i dues medalles de bronze als Jocs de la Commonwealth de 1962.
El 1964 va prendre part en els Jocs Olímpics d'Estiu de Tòquio, on fou setè en els 4x100 metres lliures del programa de natació.
Als anys 2000, encara competia en la categoria màster.